# Spindasis minima
Spindasis minima is een vlinder uit de familie van de Lycaenidae. De wetenschappelijke naam van de soort is voor het eerst geldig gepubliceerd in 1901 door Butler.